# You Got the Silver
You Got the Silver är en låt av den brittiska rockgruppen The Rolling Stones. Låten är skriven av bandmedlemmarna Keith Richards och Mick Jagger och finns med på studioalbumet Let It Bleed från 1969. I låten finns inslag av både gammal amerikansk blues och countrymusik. "You Got the Silver" är den första låten där Keith Richards sjunger huvudstämman helt ensam. Han hade tidigare sjungit några rader på låtarna "Something Happened to Me Yesterday" och "Salt of the Earth". En version med Mick Jagger som sångare spelades också in, men släpptes aldrig officiellt. Den har dock läckt som bootleg. Det var även den sista låt där gruppmedlemmen Brian Jones medverkar. Jones spelar autoharpa på inspelningen.
Låten togs med i en flygscen i Michelangelo Antonionis film Zabriskie Point. Den fanns dock inte med på filmens soundtrackalbum.